# تاريخ حقوق الحيوان
يُعتقد أنّ مفهوم الحقوق المعنوية للحيوانات يعود إلى الهند القديمة، ولا سيّما في المراحل المبكرة من التاريخ الجايني والهندوسي. ويركّز ما يلي على تاريخ حقوق الحيوانات (أو حمايتها بمفهومها الأوسع) في العالم الغربي. وتحتوي النصوص القديمة، وحياة وقصص الشعوب الأصلية في شرق إفريقيا وغيرها من المجتمعات الأصلية، على تاريخٍ غنيّ لحماية الحيوان.
وضع أرسطو الإنسان على قمة سلم الكائنات في الطبيعة، وذكر أنّ الحيوانات تفتقر إلى العقل، فهي بطبيعتها أدوات لخدمة الإنسان. لكن فلاسفة آخرين في اليونان القديمة وروما أبدوا تعاطفًا أكبر مع الحيوانات، إذ رأى بعضهم أنها تملك شيئًا من العقل وتستحق معاملة لطيفة. كذلك، ومنذ العصور القديمة، يمكن العثور في مختلف التقاليد الدينية الكبرى في العالم، وبصور متعددة، على أوامر تُحرّم القسوة على الحيوانات.
من أبرز الباحثين في تاريخ أخلاقيات الحيوانات: رينيه ديكارت، الذي رأى في القرن 17 أنّ الحيوانات آلات تفتقر إلى الوعي؛ وإيمانويل كانط، الذي جادل بأننا لا نملك واجبات مباشرة تجاه الحيوانات؛ وجيريمي بنثام، الذي أصرّ على أنّ قدرة الحيوانات على المعاناة يجب أن تدخل في حساباتنا الأخلاقية. كما جادل تشارلز داروين بأنّ هناك استمرارية تطورية بيولوجية بين البشر والحيوانات (الأخرى)، وأنّ الفارق بين البشر والحيوانات في العقل والعاطفة هو فارق في الدرجة فقط، لا في النوع.
شهد أواخر القرن 19 وأوائل القرن 20 نمو حركة مناهضة التشريح، التي دعت إلى إنهاء استخدام الحيوانات الحية واستغلالها في الأبحاث العلمية. وأدّت النساء دورًا بارزًا في تطوّر هذه الحركة وتأثيرها في المجتمع العلمي الأوسع.
ابتداءً من سبعينيات القرن الماضي، برز اهتمام متزايد بين الفلاسفة والعلماء بمسألة معاملة الحيوانات، ولا يزال هذا الاهتمام قائمًا حتى اليوم. وتزامن ذلك مع أشكال متعددة من النشاط المناصر للحيوانات، بل وأسهم في التأثير عليها إلى حدّ ما. ويهدف هذا النشاط إلى رفع مستوى الوعي العام وتغيير القوانين، من أجل إحداث تغيير عملي، بل وثوري أحيانًا، في حياة الحيوانات وعلاقتنا بها.

## في الشرق
إن الإيمان بحقوق الحيوان والدعوة إليها له تاريخ طويل في شرق آسيا وجنوبها، إذ تعود جذوره إلى المعتقدات الدينية والفلسفية الشرقية التقليدية، مثل مبدأ اللاعنف «أهيمسا». وتُعد أقدم إشارة إلى فكرة اللاعنف تجاه الحيوانات «باشو أهيمسا»، من منظور أخلاقي، قد وردت في كتاب «كابيستالا كاثا سامهيتا» من كتاب «ياجورفيدا»، الذي كُتب حوالي القرن 8 قبل الميلاد.

### قديمًا
أحيا بارشواناتا، التيرثانكارا الثالث والعشرون، الديانة الجاينية ومبدأ الأهيمسا في القرن 9 قبل الميلاد، مما أدى إلى نشوء حركة حقوق الحيوان الجذرية في جنوب آسيا. ويُذكر في التقاليد الهندية لتعاليم خليفته، ماهافيرا، أنّ الأهيمسا تُعدّ الفضيلة الأخلاقية العليا. إذ علّم أنّ الأهيمسا تشمل جميع الكائنات الحية، وأنّ إيذاء أي كائن بأي شكل من الأشكال يخلق كارما سيئة تؤثر على إعادة الميلاد، ورفاهيته في المستقبل ومعاناته. ووفقًا للمهاتما غاندي، كان ماهافيرا هو السلطة العظمى في مبدأ الأهيمسا.
توجد العديد من الأعمال الأدبية الكلاسيكية الهندية التي تنتقد القسوة على الحيوانات بعدد من اللغات الهندية. فعلى سبيل المثال، يكرّس كتاب «تيروكورال»، الذي يُرجّح أنه عمل هندوسي أو جايني كُتب بين عامي 450 و500 ميلادية، الآيات 251-260 و321-330 من جزئه الأول لفضيلة الأهيمسا، مؤكدًا على النباتية الأخلاقية وعدم القتل «كولاماي» كفضائل شخصية. ووفقًا لجورج أوغلو بوب، تنتقد الآيات 121 إلى 123 من كتاب «نالاديار»، وهو عمل تاميلي قديم آخر، القسوة على الحيوانات، بما في ذلك إطعامها وسجنها في الأقفاص.
أنشأ عدد من الملوك في الهند مستشفيات للحيوانات، وأصدر الإمبراطور أشوكا (304-232 قبل الميلاد) أوامر تحظر صيد وذبح الحيوانات، انسجامًا مع مبدأ اللاعنف «أهيمسا».
في اليابان، عام 675، حظر الإمبراطور تينمو قتل وأكل اللحوم خلال موسم الزراعة النشط بين أبريل وسبتمبر، مع استثناء أكل الطيور والحيوانات البرية. وقد أُلغي هذا الحظر، إلى جانب العديد من القيود الأخرى التي تلته على مر القرون، في القرن 19 خلال فترة استعادة ميجي.
كما أصرّ المصلح الاجتماعي الهندي باسافا في القرن 12 على مبدأ اللاعنف، وأدان بشدة جميع أشكال الذبائح، سواء كانت بشرية أو حيوانية.

### العصر الحديث
بين أواخر القرن 18 وأوائل القرن 19، أحيا سوامينارايان الممارسات الهندوسية المركزية للدارما والأهيمسا والبراهماشاريا. عارض أيضًا، ضمن رذائل أخرى، استهلاك اللحوم، والتضحيات الحيوانية، واسترضاء الأرواح، والطقوس التانتريكة. وقد نجح سوامينارايان في إعادة ترسيخ مبدأ الأهيمسا، وتنظيم ياجناس غير عنيفة (تضحيات نارية) على نطاق واسع. وخلال منتصف القرن 19، روّج «فالالار» رامالينجا سواميجال لمبدأ الأهيمسا والرحمة، مؤكّدًا على الامتناع عن القتل واتباع نمط حياة خالٍ من اللحوم.
أدانت حركة الإصلاح الهندوسية «آريا ساماج»، التي تأسست عام 1875، العديد من الممارسات الشريرة في عدد من الديانات والمجتمعات المختلفة، بما في ذلك ذبح الحيوانات وتناول اللحوم. ووفقًا لمؤسسها، داياناندا ساراسواتي، فإنّ جميع هذه الممارسات تتناقض مع الفطرة السليمة وحكمة الفيدا.
في عام 2000، استخدمت المحكمة العليا في ولاية كيرالا الهندية مصطلح «الحقوق» في سياق حيوانات السيرك، حيث قضت بأنها «كائنات تستحق حياةً كريمة» بموجب المادة 21 من الدستور الهندي. وأشارت المحكمة إلى أنه إذا كان للبشر الحق في هذه الحقوق، فينبغي أن تتمتع الحيوانات بنفس الحق أيضًا. وتجاوزت المحكمة ما ينص عليه الدستور من وجوب إظهار الرحمة تجاه جميع الكائنات الحية، وقالت: «ليس من واجبنا الأساسي إظهار التعاطف مع أصدقائنا الحيوانات فحسب، بل أيضًا الاعتراف بحقوقهم وحمايتها». وذكر والداو أن محاكم أخرى في الهند، إضافة إلى محكمة واحدة في سريلانكا، استخدمت مصطلحات مماثلة.
في عام 2012، أصدرت الحكومة الهندية حظرًا على استخدام الحيوانات الحية في التعليم ومعظم مجالات البحث.
في عام 2014، أصبحت مدينة باليتانا، وهي وجهة الحج الجايني في الهند، أول مدينة في العالم تعتمد نظامًا غذائيًا نباتيًا يخلو من منتجات الألبان. حيث حظرت، أو جرّمت، بيع وشراء اللحوم والأسماك والبيض، إلى جانب الأنشطة المرتبطة بها، مثل صيد الأسماك وتربية «حيوانات الطعام».

## في الغرب

### المكانة الأخلاقية والحيوانات في العالم القديم
ذكر أرسطو أنّ الحيوانات تفتقر إلى العقل «اللوغوس»، ووضع البشر على قمة العالم الطبيعي. ومع ذلك، حظي الاحترام تجاه الحيوانات في اليونان القديمة بمكانة عالية. فقد اعتُبرت بعض الحيوانات مقدسة، مثل الدلافين. وفي سفر التكوين 1:26 (القرن 5 أو 6 قبل الميلاد)، مُنح آدم «سلطانًا على سمك البحر، وعلى طير السماء، وعلى البهائم، وعلى كل الأرض، وعلى كل زاحف يدبّ على الأرض». ولا يشترط أن يُفهم هذا السلطان على أنه يعبّر عن حقوق ملكية، غير أنّ بعضهم فسّره عبر القرون على أنّه ينطوي على «الملكية».
حثّ الفيلسوف والرياضي فيثاغورس (حوالي 580-500 قبل الميلاد) على احترام الحيوانات، معتقدًا أنّ الأرواح البشرية وغير البشرية تتناسخ من الإنسان إلى الحيوان وبالعكس. وعلى النقيض من ذلك، قال أرسطو (384-322 قبل الميلاد) إنّ الحيوانات غير البشرية لا تمتلك مصالح خاصة بها، ووضعها في مرتبة أدنى بكثير من البشر ضمن سلسلة الوجود الكبرى. كان أرسطو أول من أنشأ تصنيفًا علميًا للحيوانات؛ إذ لاحظ بعض أوجه التشابه بين البشر والكائنات الأخرى، غير أنّه شدّد في الغالب على أنّ الحيوانات تفتقر إلى العقل «اللوجوس»، والاستدلال «لوجيسموس»، والفكر «ديانويا، نوس»، والمعتقد «دوكسا».